# Młyny Kentzera

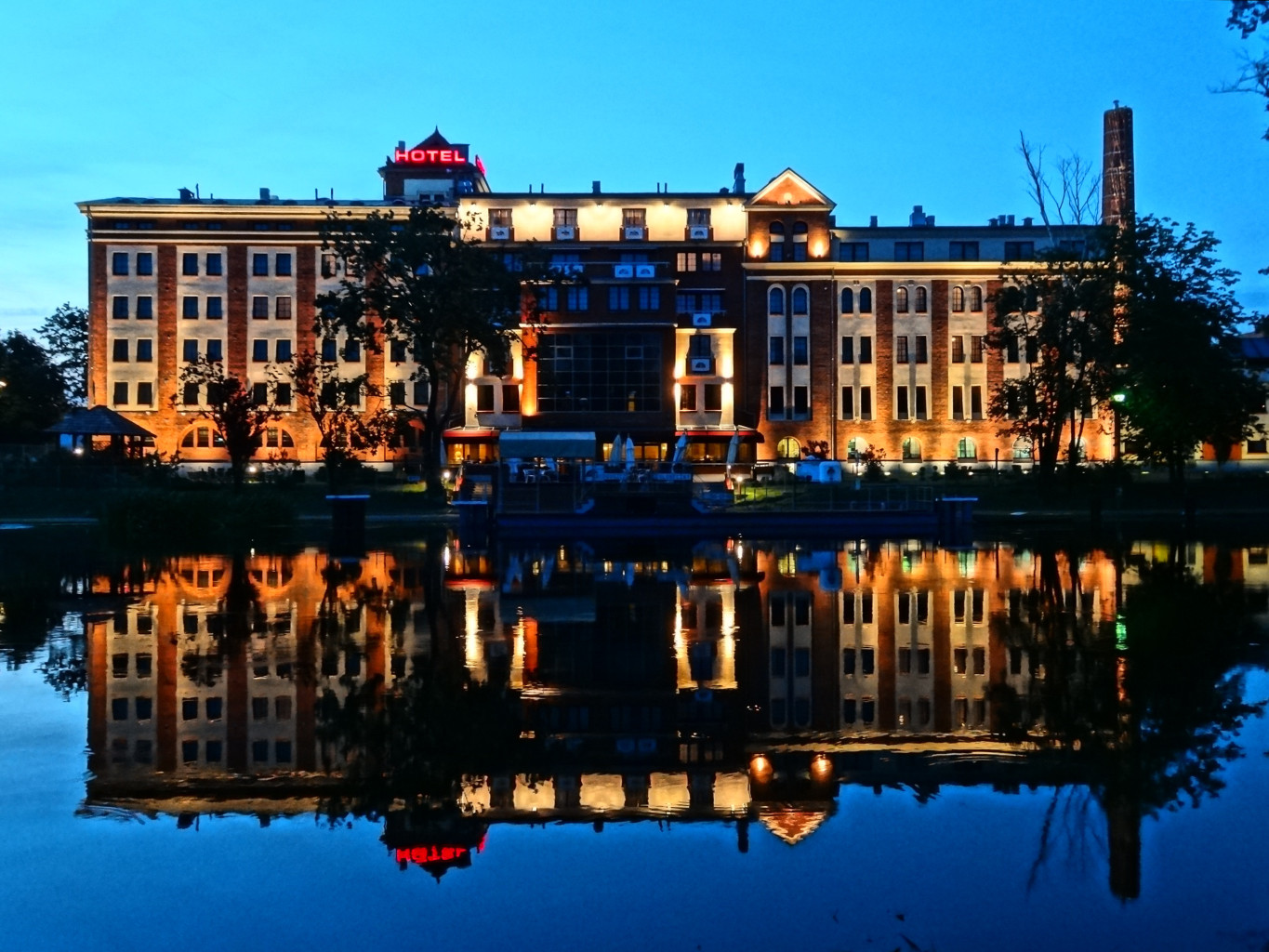
Nocą

Młyny Kentzera – dawny młyn zbożowy położony nad rzeką Brdą w Bydgoszczy, przy ulicy Jagiellońskiej. Po przebudowie dokonanej w 2008 r. jest czterogwiazdkowym hotelem pod nazwą "Słoneczny Młyn". 

## Historia
Pierwsze wzmianki o młynie pochodzą z 1862 r., ale pewne jest, że istniał już wcześniej. 
Obiekt został wzniesiony przez wspólników Ludwika Wolfena i Meyera Fliessa. Początkowo był to mały młyn parowy (o wydajności ok. 1 tony przemiału dziennie), a jego znaczenie gospodarcze – znikome. Bardzo dogodna była natomiast lokalizacja obiektu nad rzeką, która umożliwiała transport zboża i mąki drogami wodnymi, do których należała wówczas głównie Brda i Kanał Bydgoski.
W 1892 r. młyn został przejęty przez L. Berwalda, a od 1899 r. zarządzała nim spółka Williego i Moritza Baerwaldów. Przeprowadzono wtedy gruntowną modernizację i rozbudowę obiektu do tego stopnia, że uznawano je za najnowocześniejsze w Bydgoszczy. Młyn praktycznie zbudowano od nowa oraz wyposażono m.in. w nowe maszyny parowe oraz w kolej wąskotorową prowadzącą do pomostu nad rzeką Brdą, gdzie rozładowywano barki ze zbożem. 
Młyn Baerwalda napędzany był maszyną parową, posiadał spichlerz i elewator, gdzie przechowywano surowiec (zboże) i produkty (m.in. mąkę). Wydajność młyna wynosiła na przełomie XIX/XX w. 15-20 ton mąki na dobę, a następnie 30 ton, przy zatrudnieniu ok. 20-25 osób.
Obiekt wielokrotnie rozbudowywano. W 1916 r. wzniesiono m.in. wysoki pięciokondygnacyjny magazyn zbożowy z wieżą – obecnie dominantę architektoniczną obiektu. 
Bronisław Kentzer, od którego obiekt wziął swą potoczną nazwę, władał młynami stosunkowo krótko (1938–1939 r.) Za jego kierownictwa dzienny przerób zboża wynosił ok. 50 ton. Jesienią 1939 roku polski właściciel został zamordowany przez hitlerowców, prawdopodobnie w fordońskiej Dolnie Śmierci.
W 1940 r. obiekt przejęli Niemcy: najpierw Erich Schemke, a następnie Gustaw Harmel. Po wojnie obiekt na krótko był w gestii Spółdzielni „Społem”, potem prowadził go Jan Kentzer. Po 1948 r. zakład upaństwowiono. Odtąd przejęły go Państwowe Zakłady Zbożowe w Bydgoszczy, wykorzystując go do produkcji mąki i innych produktów zbożowych. 
W okresie powojennym nie dokonano znaczących zmian budowlanych w obrębie obiektu. W 1961 r. zastąpiono napęd parowy elektrycznym, a w latach 70. w miejsce kotłowni wzniesiono budynek biurowo-socjalny, warsztaty, wiaty i garaże. Młyn osiągał wówczas wydajność ok. 100 ton przemiału zboża dziennie. Pod koniec lat 90. XX w. użytkownik przekształcił się w spółkę akcyjną, a w 2003 r. zespół młyna został wyłączony z produkcji i przeznaczony na sprzedaż.

## Rewitalizacja
W 2006 r. obiekt kupiła Barbara Komorowska, współwłaścicielka firmy Bakoma. W latach 2007–2009 przebudowano go na stylowy, czterogwiazdkowy hotel pod nazwą Słoneczny Młyn.
Podczas przebudowy rozebrano m.in. stary spichlerz z pruskiego muru, a pozostałe budynki odrestaurowano i połączono w jeden kompleks. Nad Brdą urządzono kawiarnię, promenadę nadrzeczną oraz przystanek tramwaju wodnego. Planowana jest również budowa przystani, co ma sprzyjać pobytowi osób uprawiających turystykę wodną.
W hotelu „Słoneczny Młyn” powstało 96 pokoi, 5 sal balowo-konferencyjnych oraz strefa SPA. Apartament w wieży oferuje widok na rozległą panoramę Bydgoszczy. Wystrój wnętrz nawiązuje do trendów charakterystycznych na początku XX wieku z elementami secesyjnymi i Art déco, zaś poszczególne piętra hotelu oddają klimat czterech pór roku: wiosny, lata, jesieni, zimy. 

## Architektura
Główny trzon zabudowy młyna pochodzi z 1916 r. i nie uległ do dzisiaj większym przekształceniom. Reprezentuje on typ nadrzecznej zabudowy przemysłowej. 

## Galeria

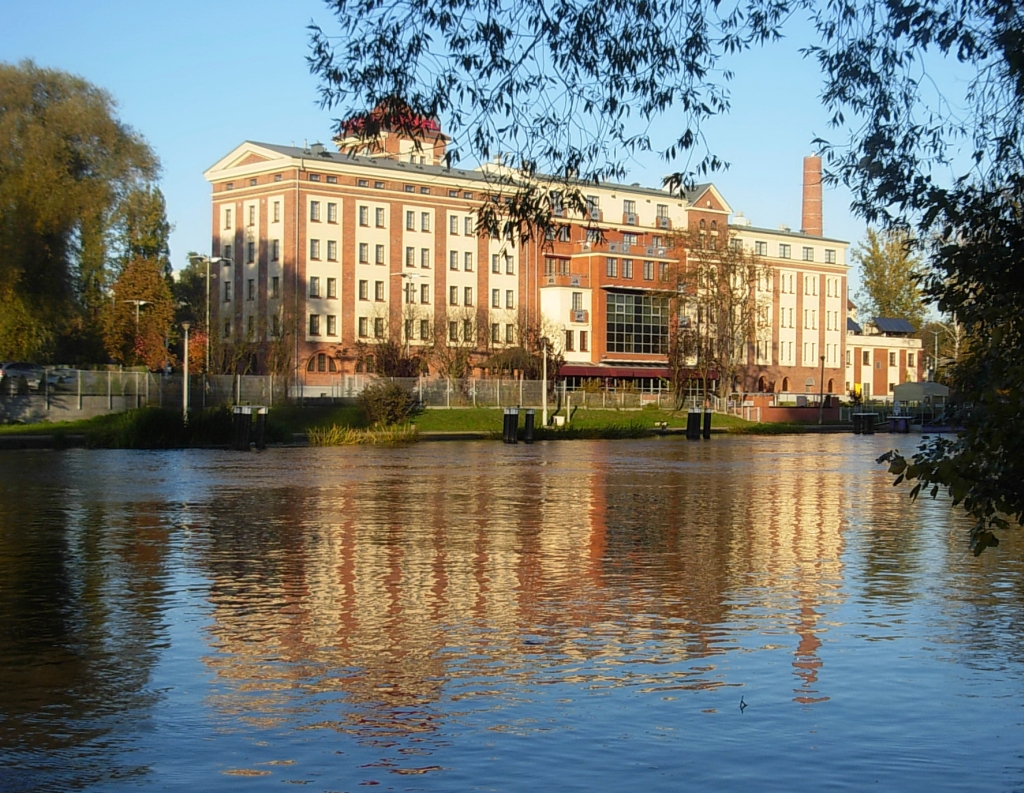
Latem
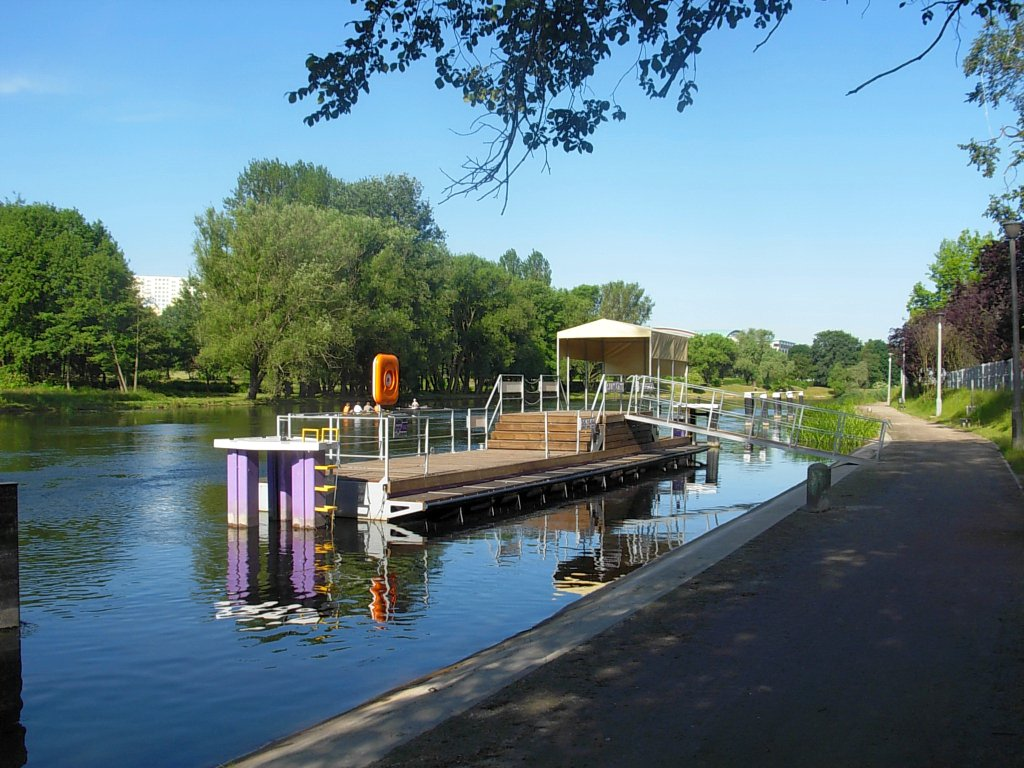
Hotelowa przystań na Brdzie
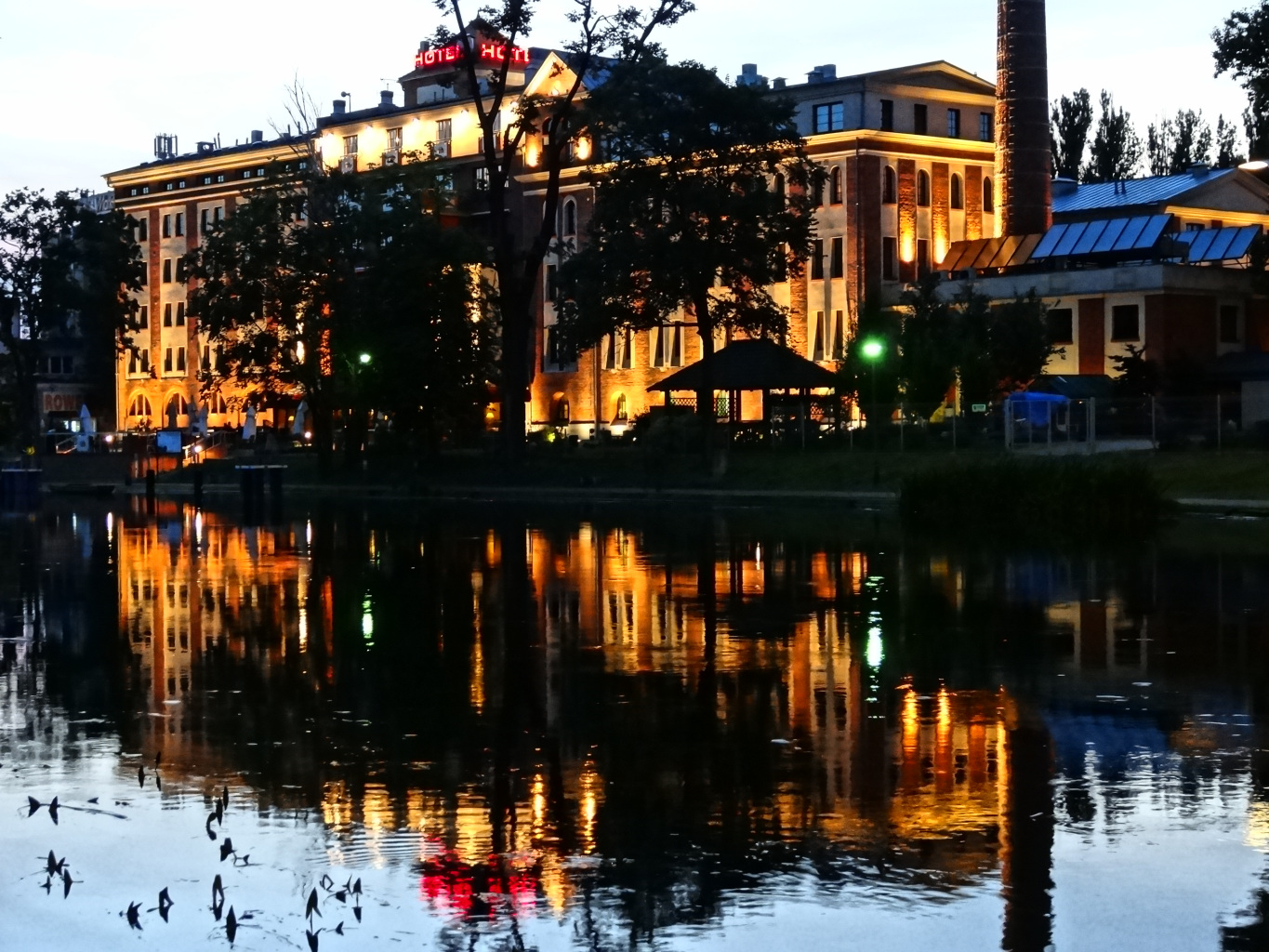
Wieczorem
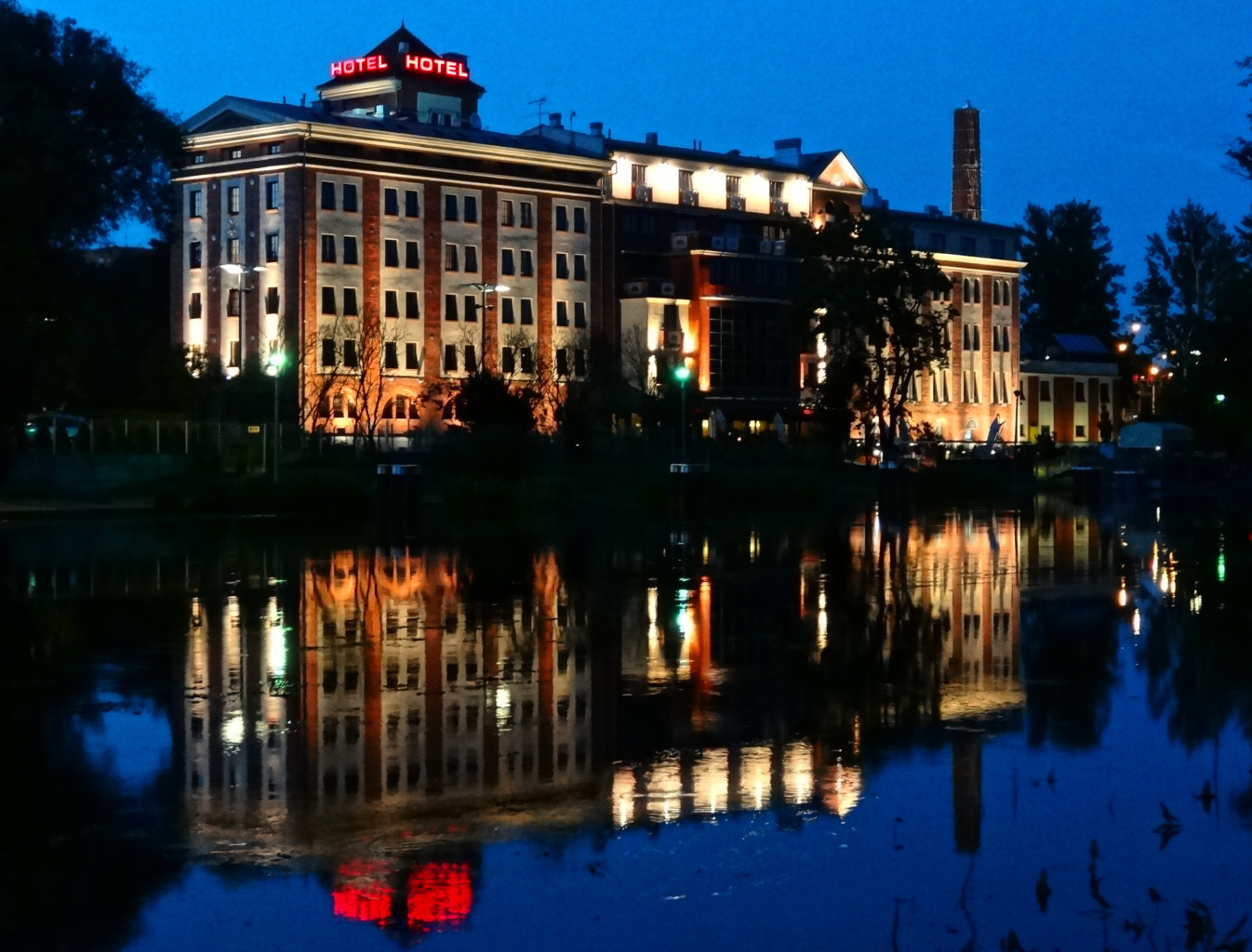
O zmierzchu
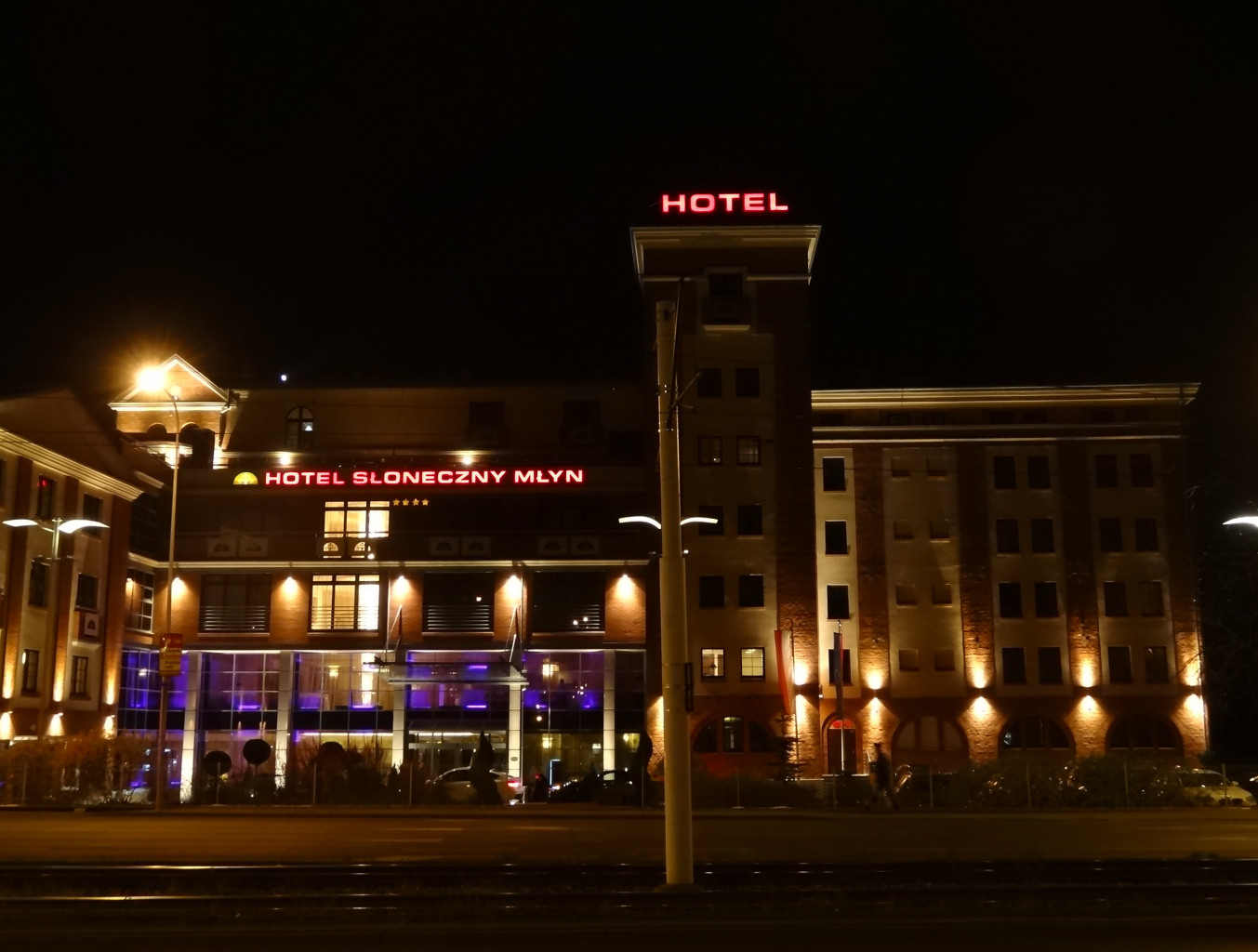
Nocą - widok od ul. Jagiellońskiej